# محاولة انقلاب 2019 في فنزويلا
محاولة الانقلاب في فنزويلا (2019) (بالإسبانية: El intento de golpe en Venezuela 2019) أو عملية الحريّة (بالإسبانية: Operación Libertad)؛ محاولة انقلاب عسكري محدودة في فنزويلا، انتهت بالفشل. بدأت المحاولة في 30 أبريل 2019، وانتهت في اليوم نفسه، بعد أن سيطر الجيش الفنزويلي على المنقلبين. كانت العملية قد انطلقت في العاصمة، كاراكاس، بدفع من أنصار خوان غوايدو، رئيس الجمعية الوطنية لفنزويلا، وهدفت إلى الإطاحة بالرئيس الفنزويلي نيكولاس مادورو. لم يتبيّن حجم القوات العسكرية المشاركة في الانقلاب، إلا أن وزير الدفاع فلاديمير بادرينو لوبيز، الذي أعلن رفضه للمحاولة، وصفها بأنها من صنع مجموعة صغيرة وفي نطاق محدود، بينما وصف وزير الإعلام خورخي رودريغيز بأنها صنيعة مجموعة من «العسكريين الخونة». وقد وُجِّهت الاتهامات إلى خوسيه أديلينو فيريرا رئيس الأركان، بقيادة الانقلاب، إلّا أنّه نفى تورّطه، وأعلن عن دعمه للرئيس مادورو.

## خلفية
بدأ صراع على السلطة يتعلق بمن سيكون الرئيس الشرعي لفنزويلا في 10 يناير 2019، حين أعلنت الجمعية الوطنية ذات الأغلبية المعارضة أن إعادة انتخاب نيكولاس مادورو لعام 2018 غير شرعية، وبالتالي بات منصب رئيس فنزويلا شاغرًا، وأعلنت أن رئيسها، خوان غوايدو، سيكون رئيسًا للبلاد بالنيابة. اعتبارًا من مايو 2019، اعترفت 54 دولة بغوايدو رئيسًا مؤقتًا لفنزويلا، بما في ذلك الولايات المتحدة ومعظم دول أمريكا اللاتينية وأوروبا. على الصعيد الدولي، اتبع الدعم الخطوط الجيوسياسية المعتادة: دعمت كل من روسيا والصين وإيران وسوريا وتركيا وكوبا مادورو، في حين دعمت الولايات المتحدة وكندا ومعظم أوروبا وأمريكا اللاتينية غوايدو كرئيس مؤقت.
كانت عملية الانتخابات الرئاسية الفنزويلية في مايو من عام 2018 ونتائجها محل نزاع واسع النطاق. أعلنت الجمعية الوطنية أن مادورو رئيس غير شرعي في يوم تنصيبه الثاني، مستشهدة بدستور فنزويلا لعام 1999 الذي سُنّ في عهد هوغو تشافيز، سلف مادورو. ردًا على ذلك، قالت محكمة العدل العليا الموالية لمادورو إن إعلان الجمعية الوطنية غير دستوري. بعد دقائق على أداء مادورو اليمين كرئيس لفنزويلا في 10 يناير 2019، وافقت منظمة الدول الأمريكية على قرار في جلسة خاصة لمجلسها الدائم (أو إيه إس) يعلن أن رئاسة مادورو غير شرعية ويحث على انتخابات جديدة. وعُقدت اجتماعات خاصة لمنظمة الدول الأمريكية في 24 يناير وفي مجلس الأمن التابع للأمم المتحدة في 26 يناير إلا أنه لم يتم التوصل إلى توافق في الآراء. دعا الأمين العام للأمم المتحدة أنطونيو غوتيريش إلى حوار. تقول حكومة مادورو إن الأزمة «انقلاب عسكري بقيادة الولايات المتحدة للإطاحة به والسيطرة على احتياطات البلاد من النفط». ينفي غوايدو مزاعم الانقلاب، قائلًا إن المتطوعين السلميين يدعمون حركته.
في 16 مارس 2019 أعلن غوايدو أنه سيشرع في جولة على البلاد لتنظيم لجان لما أسماه «عملية الحرية» بهدف المطالبة بالمقر الرئاسي، قصر ميرافلوريس. منذ التجمع الأول في ولاية كارابوبو، قال غوايدو «سنكون في كل ولاية من فنزويلا، وفي كل ولاية زرناها ستكون المسؤولية مسؤوليتكم ومسؤولية القادة ومسؤولية المتحدين لتنظيم أنفسنا في أوامر الحرية».
في اجتماع مفتوح للاحتفال بالذكرى السنوية لتاريخ 19 أبريل 1810 حين بدأت حركة الاستقلال الفنزويلية، قدم غوايدو مثالًا عن أن الاحتجاجات المنظمة في السودان أفضت إلى الإطاحة بعمر البشير، ودعا إلى «أكبر مسيرة» في التاريخ في 1 مايو، من أجل «وضع نهاية لهذه المأساة لمرة واحدة وإلى الأبد». بالتزامن مع خطابه، ذكرت منظمة نيت بلوكس غير الحكومية أن قناة كان تي في التي تديرها الدولة حجبت مرة أخرى الوصول إلى وسائل التواصل الاجتماعي في فنزويلا.
أشار مستشار الأمن القومي للولايات المتحدة جون آر. بولتون في مؤتمر صحفي إلى أن وزير الدفاع فلاديمير بادرينو لوبيز، ورئيس المحكمة العليا مايكل مورينو ورئيس الحرس الرئاسي لمادورو إيفان هيرنانديز دالا كانوا يتحدثون مع المعارضة خلال الأشهر الثلاثة الماضية حول انتقال سلمي، واتفقوا على أنه يجب على مادورو التنحي.
أفاد خوان فوريرو بأن أكثر من عشرة مصادر قريبة من المفاوضات أخبرت صحيفة وول ستريت جورنال أن اجتماعات بين شخصيات معارضة رئيسية ومسؤولين في حكومة مادورو قد انعقدت في بنما وجمهورية الدومينيكان وكولومبيا لمدة شهرين، «في محاولة للتوصل إلى عقد صفقة نقل سلمي للسلطة» لم يكن ممكنًا إتمامه عبر انقلاب عسكري، «بل من خلال حكم قضائي يسمح للجيش بالابتعاد عن السيد مادورو ووضع البلاد على طريق العودة إلى الديمقراطية». وفقًا لصحيفة وول ستريت جورنال، فإن المحكمة العليا، التي يعد مورينو أعلى مسؤول فيها، «كانت تنوي الاعتراف بالجمعية الوطنية التي تسيطر عليها المعارضة، وهي آخر هيئة منتخبة ديمقراطيًا في فنزويلا، بصفتها الممثل الشرعي للشعب الفنزويلي. وستمتلك القوات المسلحة عندئذ أسبابًا قانونية للتخلي عن السيد مادورو. وسينضم إلى الحكومة الجديدة وزير الدفاع، فلاديمير بادرينو لوبيز، وآخرون ممن كانوا يتفاوضون مع الحكومة الجديدة». مع دعوة ليوبولدو لوبيز وغوايدو إلى انتفاضة في اليوم السابق، سُحب الدعم لأسباب غير واضحة، يكتب فوريرو «من غير المعروف إذا ما كانوا ]انسحبوا من الاتفاقية[ لأن عملاء التجسس المضاد اكتشفوا المؤامرة أو لأنه لم يكن لدى الممثلين الرئيسيين من جانب الحكومة أي نية لسحب دعمهم للسيد مادورو».
قدم أنتوني فايولا رواية مماثلة في صحيفة واشنطن بوست، استنادًا إلى مقابلات مكثفة مع ثلاثة مصادر لم تسمّهم، مشيرًا إلى أن «المتآمرين كانوا يعتمدون على مورينو لتوفير رافعة حاسمة لاستمالة الجيش إلى قضيتهم: حكم قانوني من شأنه أن يعترف بغوايدو كرئيس مؤقت ويفضي إلى انتخابات جديدة». تقول واشنطن بوست إنها اطلعت على مسودة الحكم التي كان من المقرر أن تصدرها المحكمة العليا في 29 أبريل، وأن الحكم سيسحب الاعتراف بالجمعية الوطنية التأسيسية الموالية لمادورو، ويعيد تنصيب الجمعية الوطنية ذات الأغلبية المعارضة («المعترف بها دوليًا على نطاق واسع باعتبارها المؤسسة الديمقراطية الوحيدة في فنزويلا»)، والدعوة إلى الانتخابات ووضع أحكام للسجناء السياسيين. مع إصدار المحكمة العليا لهذا الحكم، سيكون لدى القوات المسلحة أساس قانوني ل«إجبار مادورو على التنحي دون إطلاق رصاصة واحدة»، في «سلسلة متتالية من البيانات الرسمية» التي لم يُقصد منها أن تكون انقلابًا. وبحسب مصادر، اقترح مورينو أن يكون هو نفسه الشخص الذي سيحل محل مادورو، واستفسر عن الأمن له ولعائلته. قدم مانويل كريستوفر فيغيرا، المدير العام لجهاز الاستخبارات الوطنية، معلومات تفيد أنه في الساعة 1 ليلة 30 أبريل سيستبدَل كمدير للاستخبارات الوطنية وأن ليوبولدو لوبيز سيعاد إلى السجن وأن «الحكومة كانت تتحضر لاتخاذ إجراءات غير محددة ضد غوايدو وغيره من كبار قادة المعارضة». قررت المعارضة العمل في 30 أبريل بدلًا من 1 مايو.
ذكرت مجلة التحقيق الفنزويلية Armando.info ومجلة وول ستريت أن رجل الأعمال الفنزويلي راوول غورين كان ضالعًا في المؤامرة نظرًا إلى صلاته المقربة من مورينو وبادرينو لوبيز ورئيس جهاز الاستخبارات المضادة إيفان هيرنانديز. بعد أحداث 30 أبريل، فرّ كريستوفر فيغيرا إلى الولايات المتحدة وأعلن في مقابلة مع الواشنطن بوست أن غورين هو من أجرى اتصالات مع السلطات الأمريكية مع خطة من أجل رفع العقوبات المفروضة عليه. كان سيزار أومانيا، وهو رجل أعمال فنزويلي آخر يعيش في ميامي، الشخص الذي اتصل بكريستوفر فيغيرا لتجنيده، حسب ما ذكر في المقابلة. لم تفرض عقوبة على أومانيا وكانت له صلات وثيقة ببنات هوغو تشافيز وكبار مسؤولي مادورو. بدأ أومانيا وكريستوفر فيغيرا سلسلة من المفاوضات بالتوازي مع خطة غورين لإقناع مورينو. كان مورينو قد طالب بعشرة ملايين دولار من أجل تأمين منصبه في المحكمة العليا وشبكة أمان لنفسه. حمل المخططون أسماءًا حركية، كان كريستوفر فيغيرا «النمر الأسود» وأومانيا «سوبرمان» وكان ماوريسيو كلافير كاروني، مدير مجلس الأمن القومي الأمريكي لسياسة أمريكا اللاتينية، «آكل الطفل» (بالإسبانية: كومينينوس)، بحسب المقابلة. قال مسؤولو المعارضة أن الخطة نُقلت من 1 مايو إلى 30 أبريل لأن غوايدو قد يُعتقل، في حين نفى كريستوفر فيغيرا ذلك.